# 정솽
정솽(중국어 간체자: 郑爽, 정체자: 鄭爽, 병음: Zhèng Shuǎng, 한자음: 정상, 본명: 정이한(중국어 간체자: 郑意涵, 정체자: 鄭意涵, 병음: Zhèng Yìhán, 한자음: 정의함), 1991년 8월 22일 ~ )은 중국의 배우이다. 1990년 이후의 사소화단으로 꼽혔으나, 2021년 1월 20일에 대리모 스캔들의 여파로 인하여 중국 국가광파전시총국으로부터 모든 방송 활동 정지 명령과 퇴출 명령을 받았다.

## 경력
랴오닝성 선양시 출신이다. 2007년 16살의 나이로 베이징 영화 학원 연기학과 본과에 입학했다. 동기로는 차이비윈, 징톈, 루산, 쉬샤오싸, 칸칭쯔 등이 있으며, 2011년 졸업했다. 대학교 2학년 시절이던 2009년에 청춘 휴먼 드라마 《유성우》에서 주연 역을 맡아 인기를 얻었고, 같은 해에 중국 텔레비전 금응장(中國電視金鷹獎) 후보에 오르기도 했다. 2011년에는 영화 《화벽》에서 태평공주 역할을 맡았고, 2012년에는 제6회 홍콩 영화 감독 조합상 신인상을 수상했다.
2014년에는 《고검기담》에서 작은 여우 양령 역을 맡아 연기했는데, 발랄한 모습으로 관중의 인기를 얻었다. 2016년에 《미미일소흔경성》에서 여주인공 미미 역을 맡아 연기했다. 2017년에 《하지미지》에서 주연 배우 리샤 역을 맡았다. 정솽은 2016년에 광둥성 광저우시에서 발행되는 신문인 《남방도시보》(南方都市報)로부터 양쯔, 관샤오퉁, 저우둥위와 함께 1990년 이후의 사소화단(90後四小花旦, 1990년 이후 태어난 4명의 작은 꽃다운 배우)으로 꼽혔다. 2014년에는 제13회 화정장(華鼎獎) 관객이 좋아하는 여자 배우 부문을, 2016년에는 제19회 화정장 중국 근현대 주제 드라마 여자 배우 부문을 수상했다.

## 개인사
정솽은 2014년 《고검기담》 제작 발표회에서 성형한 사실을 솔직하게 인정하고 같은 소속사 배우인 장한과의 교제 사실을 밝혔다. 2014년 저장성 둥양시의 마을인 헝뎬진(横店鎭)에 소단각(小蛋壳)이라는 닭튀김 가게를 열었으며, 2017년 6월 6일에 자신의 이름을 내건 엔터테인먼트 업체인 "구강정상영시문화유한공사"를 설립했다. 정솽은 2018년 5월에는 방송 프로듀서였던 장헝(張恒)을 만났고, 2019년 1월 19일에 미국에서 장헝과의 결혼식을 올렸다. 하지만 장헝은 2019년 12월에 정솽과 이혼했다.
2021년 1월에 정솽의 옛 남편이었던 장헝(張恒)이 SNS를 통해 "정솽이 대리모를 통해 2명의 혼외 자녀를 낳았다"고 폭로했는데 정솽은 임신 7개월이 지난 상태에서 낙태를 할 수 없게 되면서 짜증을 냈다고 한다. 정솽은 중국에서는 대리모가 불법이기 때문에 법적인 허점을 이용해 미국에서 대리모를 고용했다는 사실을 인정했다. 2021년 1월 20일에는 중국 국가광파전시총국(國家廣播電視總局)이 공식 성명을 통해 정솽이 사회 도덕과 공공 질서에 큰 문제를 일으킨 행동을 저질렀다고 밝히고 모든 방송 활동 정지 명령과 퇴출 명령을 내렸다. 또한 중국의 여러 텔레비전 프로그램과 미디어 플랫폼에서도 정솽의 모습을 삭제했으며, 화정장 조직위원회도 정솽에게 수여했던 상을 취소했다.